# عبدالغفور روان فرهادی
عبدالغفور روان فرهادی (زاده اول سنبله ۱۳۰۸ برابر ۲۳ اوت ۱۹۲۹) از نویسندگان معاصر افغانستان در عرصهٔ تاریخ و نقد ادبی کارآمد و نمایندهٔ دائمی پیشین افغانستان در سازمان ملل متحد (۱۹۹۳–۲۰۰۶) بود.

## زندگی‌نامه
عبدالغفور فرزند مرحوم مولانا عبدالباقی، در شهر کابل چشم به جهان گشود. پدرش دبیر، دبیرستان استقلال بود. فرهادی در کنار آموزه‌های دینی به آموزش ادبیات فارسی پرداخت. هنوز شانزده ساله بود که ترجمه‌های او از زبان فرانسوی، به زبان فارسی در روزنامه انیس کابل، چاپ می‌شد. در سال ۱۹۴۸ میلادی، از دبیرستان استقلال، در رشته ریاضی، فارغ‌التحصیل گردید و پس از آن در دانشکده حقوق و علوم سیاسی دانشگاه کابل پذیرفته شد.
او در سال ۱۹۴۹ به مقصد تحصیل علوم سیاسی و روابط بین‌المللی از طرف وزارت امور خارجه به پاریس اعزام شد. وی در سال ۱۹۵۲ از شعبه روابط بین‌الملل انستیتو علوم سیاسی پاریس فارغ تحصیل شد. او در سال ۱۹۵۵، دیپلم موسسه مطالعات عالی بین‌المللی را گرفت. او همزمان به این تحصیل در دانشکده ادب دانشگاه سوربن پاریس، در زبان‌های قدیم چون سانسکریت و اوستا و زبان‌شناسی عمومی پرداخت و دکترای خویش را در سال ۱۹۵۵ میلادی دربارهٔ فارسی دری افغانستان به دست آورد.
دکتر روان فرهادی بعد از بازگشت به وطن مأموریت خود را در وزارت امور خارجه، شعبه مدیریت ملل متحد ادامه داد و ضمناً در دانشکده حقوق دانشگاه کابل نیز تدریس می‌کرد. در دائرةالمعارف آریانا، چاپ کابل مقاله مهم و آموزنده السنه را نوشت و در سال ۱۹۵۶ و ۱۹۵۸ در سفارت افغانستان مقیم کراچی به حیث منشی اول مقرر شد و ضمناً سه سال پی در پی در جلسات سالانه مجمع عمومی سازمان ملل متحد، نیویورک شرکت می کرد.
دکتر فرهادی در سال ۱۹۶۱ به وطن آمد و مدیر ملل متحد و ضمناً مدیر روابط فرهنگی آن وزارت تعیین گردید. در سال ۱۹۶۲ در سفارت افغانستان در واشینگتن به وظیفه مستشار مقرر شد. در سال ۱۹۶۴ به وطن بازگشت و در زمان صدارت مرحوم دکتر محمد یوسف در مقام مدیریت عمومی سیاسی وزارت امور خارجه تقرر یافت که در تاریخ وزارت امور خارجه افغانستان، جوانترین مدیر عمومی سیاسی بود.
در زمان صدارت محمدهاشم میوندوال وظیفه منشی مجلس عالی وزرا را بر علاوه خدمت در وزارت امور خارجه متکفل گردید؛ و این هر دو وظیفه در عهد صدارت نوراحمد اعتمادی نیز ادامه پیدا کرد. در سال ۱۹۷۲ به حیث سفیر افغانستان در پاریس مقرر شد، اما چند ماه بعد از کودتای سرطان ۱۳۵۲ از وظیفه معزول گردید.
وی ترتیب، تنظیم و تدوین همه مقالات سراج‌الاخبار را بر عهده داشت که در چند صد صفحه تحت عنوان «مقالات محمود طرزی»، در سال ۱۳۵۵ خورشیدی، به مناسبت هشتادمین سالگرد وفات علامه سید جمال‌الدین افغانی، در کابل، اقبال نشر یافت.
او، در سال ۱۹۷۸ یک ماه بعد از کودتای ثور، یعنی جوزای ۱۳۵۷ خورشیدی، از طرف رژیم حزب دمواکراتیک خلق، در زندان پلچرخی افتاد و در سال ۱۹۸۰ میلادی پس از بیست ماه حبس از زندان بیرون آمد. او پس از آن به نام مشاور وزارت امور خارجه، از طرف سردمداران آورده شده به وسیله مسکو اعلام شد. در این مدت در مرکز نسخه‌های خطی وزارت اطلاعات و فرهنگ به حیث عضو یک هیئت تعیین قیمت خریداری‌های نسخه‌های خطی به‌طور خدمتی کار می‌کرد، تا آن که در سال ۱۹۸۱ موفق به هجرت گردید و در دانشگاه پاریس سوم به حیث استاد تاریخ ادب فارسی انتخاب شدد.
او در سال ۱۹۸۵ به آمریکا دعوت شد و در دانشگاه برکلی واقع در کالیفورنیای شمالی به تدریس تاریخ ادب فارسی پرداخت، شش سال در این وظیفه بود. در سال ۱۹۹۱ مدت یکسال در انستیتیوت مطالعات عالی تمدن فرهنگ اسلامی در کوالالمپور پایتخت مالیزیا، تاریخ فرهنگ اسلام را تدریس کرد و سپس به امریکا عودت نمود.
دکتر روان فرهادی در سال ۱۹۹۳ به اساس تقاضای برهان‌الدین ربانی رئیس دولت اسلامی افغانستان، به حیث نمایندهٔ دایمی و سفیر دولت اسلامی افغانستان در مقر سازمان ملل متحد نیویورک تقرر یافت و وظیفه‌اش در پایان سال ۲۰۰۶ میلادی با قدرشناسی از طرف وزارت امور خارجه پایان یافت. وی فعلاً در پاریس اقامت دارد.